# Sergio Maciel
Sergio Silvano Maciel (* 7. Dezember 1965 in Gregorio de Laferrere; † 4. August 2008) war ein argentinischer Fußballspieler. 

## Karriere
Sergio Maciel begann seine Karriere bei General Lamadrid. Er wechselte aus seiner argentinischen Heimat von Deportivo Armenio, wo er in die Primera División aufstieg, zum deutschen Bundesligisten FC Homburg zur Saison 1989/90. Maciel war der erste argentinische Bundesliga-Stammspieler der Bundesliga-Geschichte. Bei Homburg spielte er zusammen mit seinem Landsmann Rodolfo Cardoso. Zum Saisonende war Maciel zweitbester Torschütze, hinter Lothar Dittmer, doch die sieben erzielten Tore in 30 Spielen konnten den Abstieg von Homburg nicht verhindern. Maciel spielte ein Jahr für Homburg in der 2. Bundesliga, wechselte zum Blau-Weiß 90 Berlin, wo er ein weiteres Jahr in Liga 2 spielte, um dann drei weitere Jahre bei Homburg zu spielen. Im Anschluss wechselte er zurück in seine Heimat und spielte für Estudiantes de La Plata, CA San Lorenzo de Almagro und Gimnasia y Tiro de Salta, sowie in Spanien für CD Toledo. Maciel, der zuletzt als Spielerberater in Kooperation mit Hugo Issa tätig war, starb 43-jährig an einem Herzinfarkt.